# Spoorlijn via de Bergslagen
De spoorlijn via de Bergslagen (Zweeds: Godsstråket genom Bergslagen) of spoorlijn Storvik - Mjölby is een spoorlijn voor het vervoer van goederen in het gebied van de Bergslagen in het midden van de zuidelijke helft van Zweden in de provincies Östergötlands län, Örebro län, Västmanlands län, Dalarnas län en Gävleborgs län. De lijn verbindt de plaatsen Mjölby en Storvik met elkaar.
De spoorlijn is 311 kilometer lang en werd in 1900 in gebruik genomen.

## Galerij

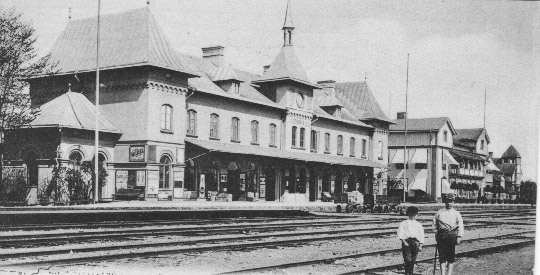
Stationsgebouw van Storvik in 1880
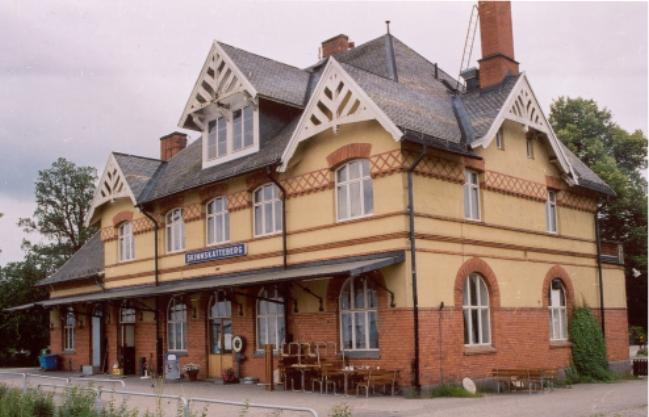
Stationsgebouw in Skinnskatteberg in 2004
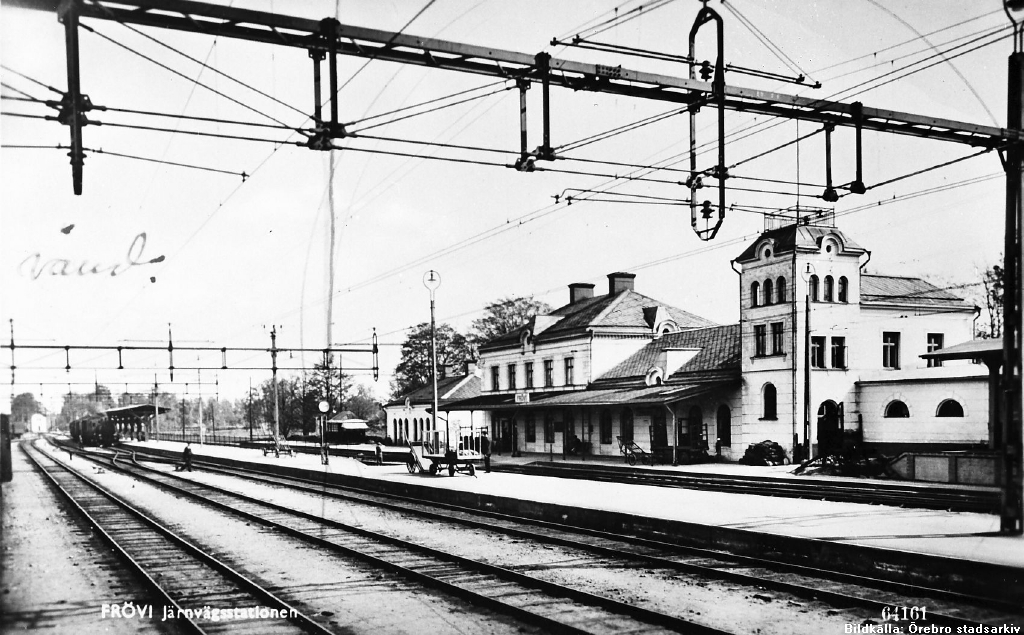
Frövi station in 1944
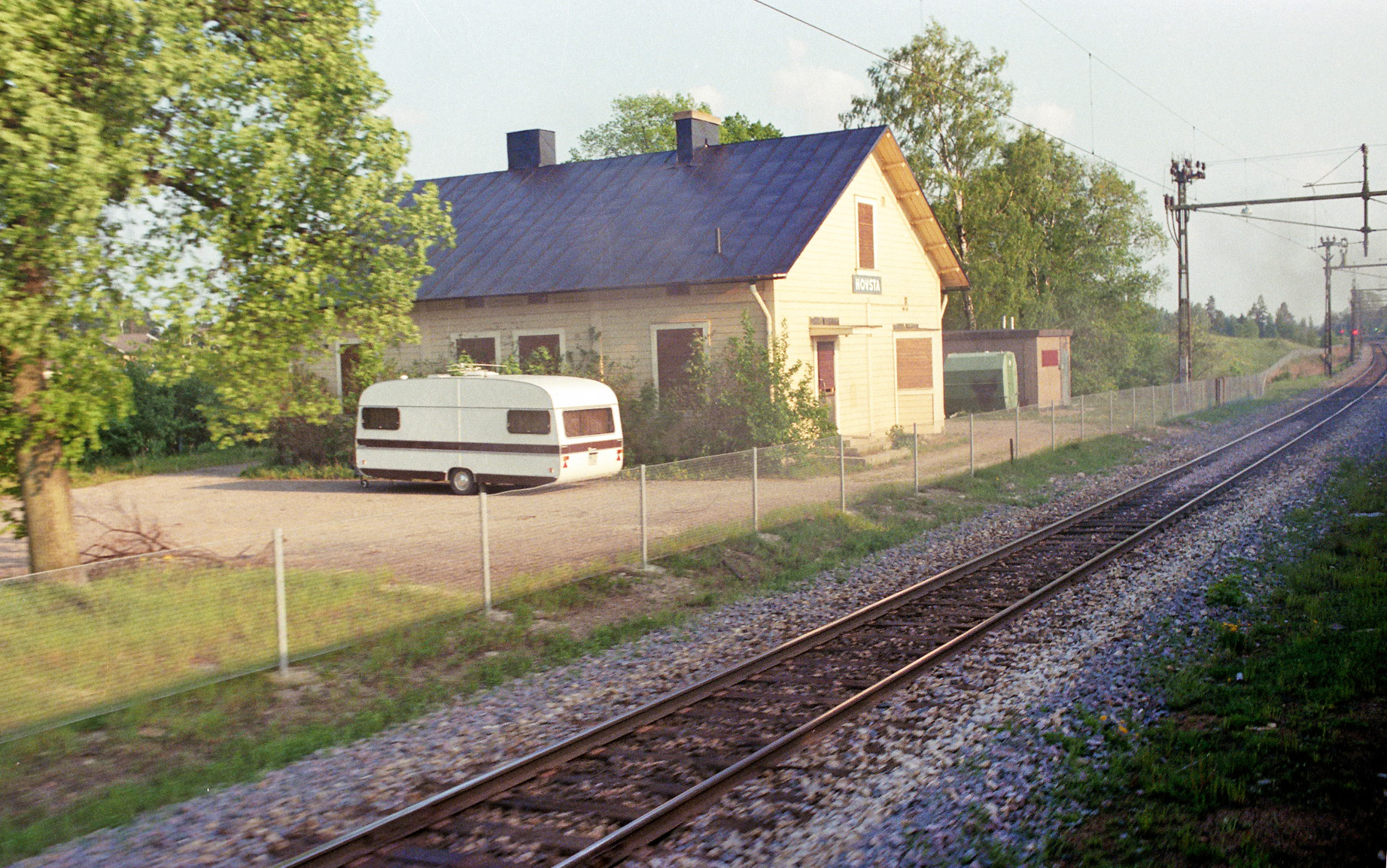
Stationsgebouw in Hovsta in 1981
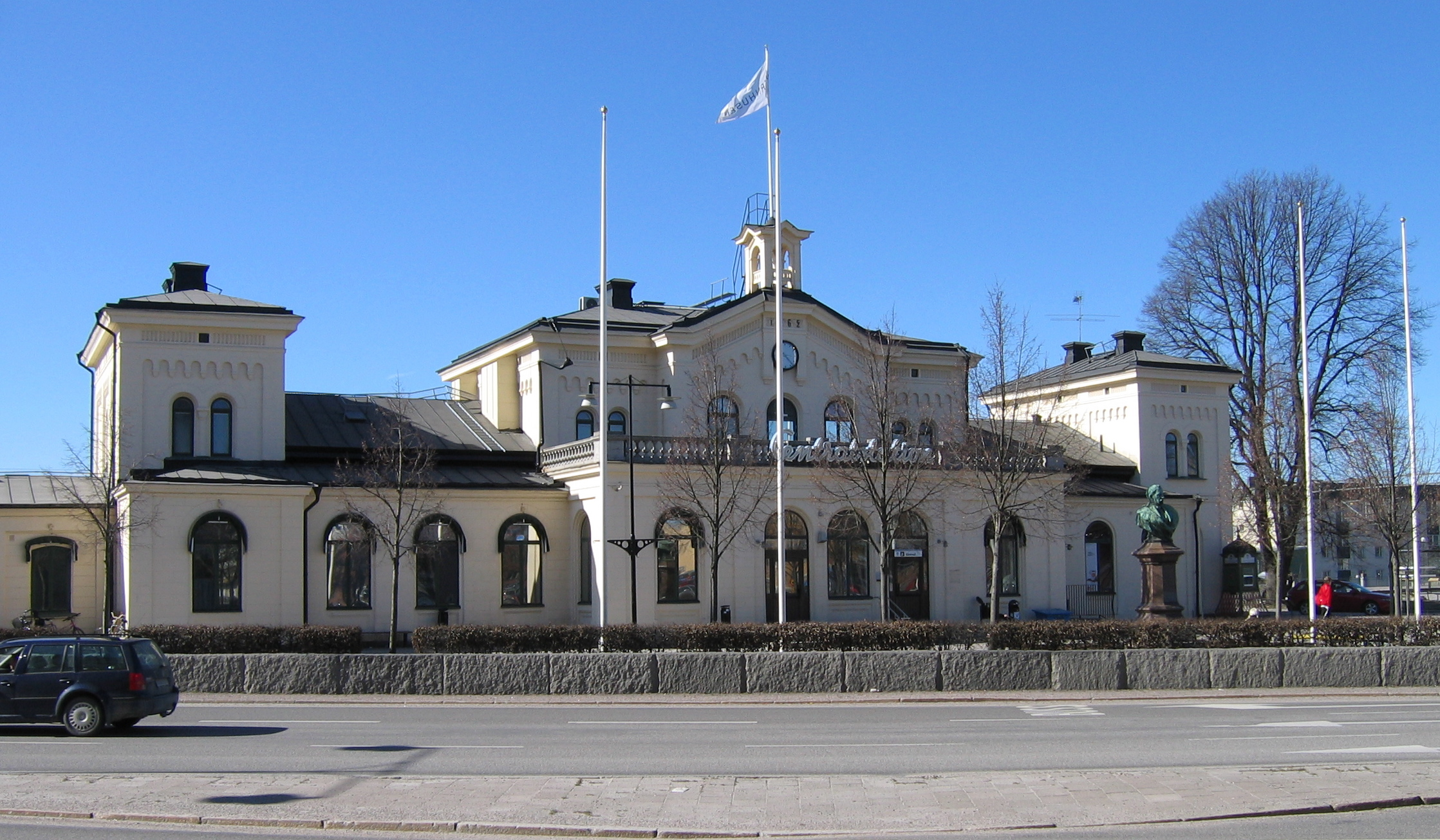
Örebro centraal station in 2010
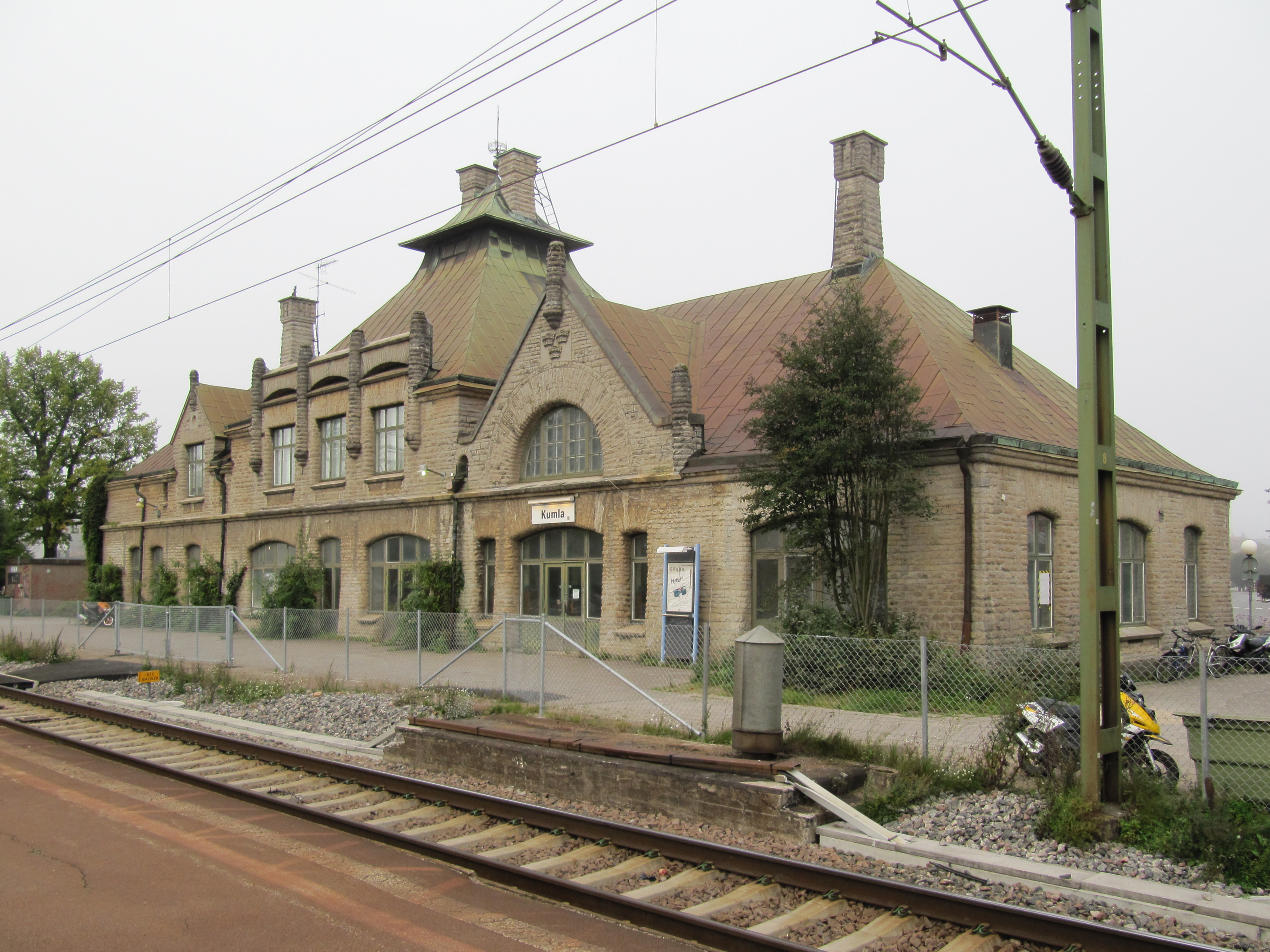
Kumla station in 2010
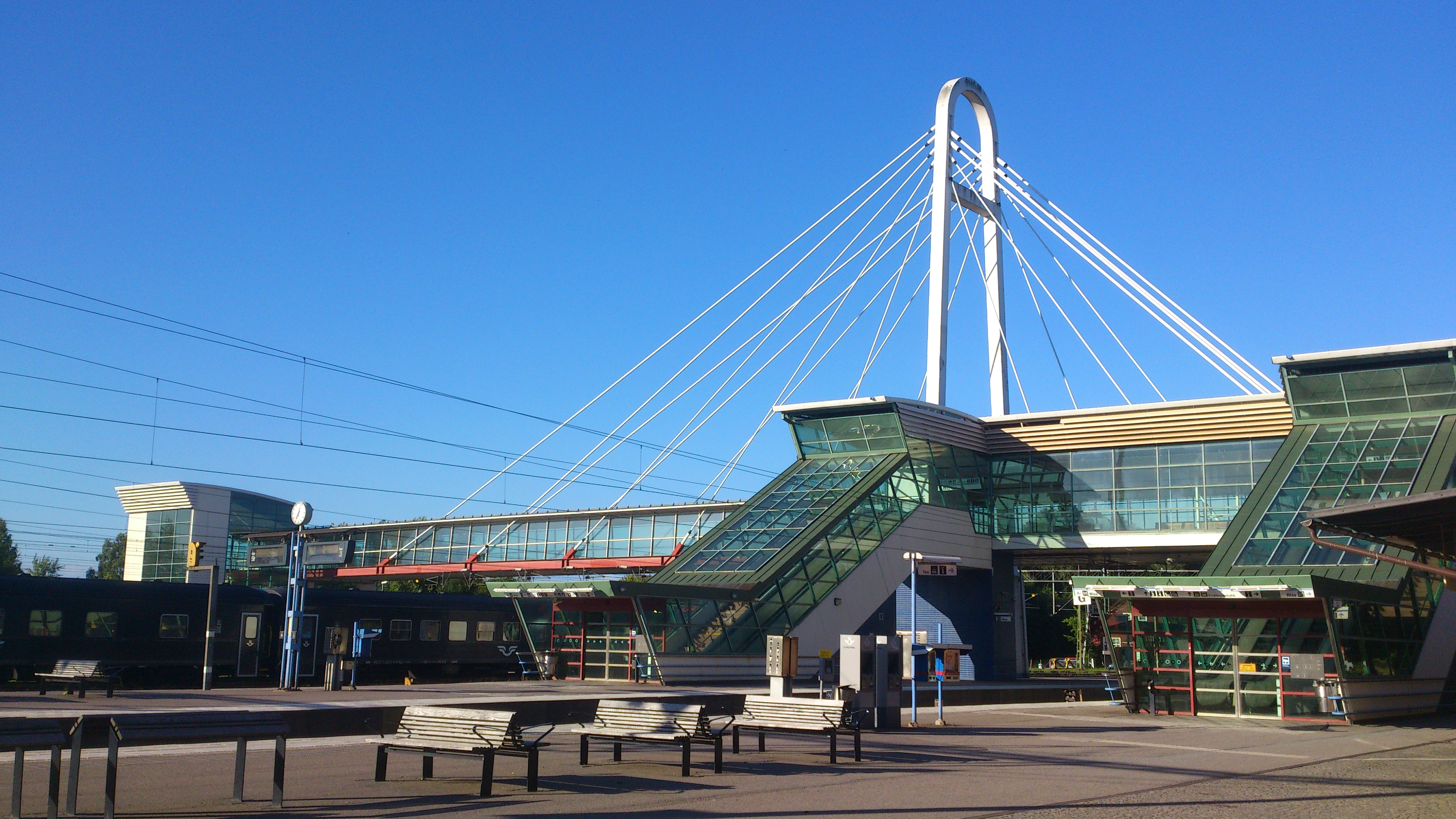
Hallsbergs station in 2010
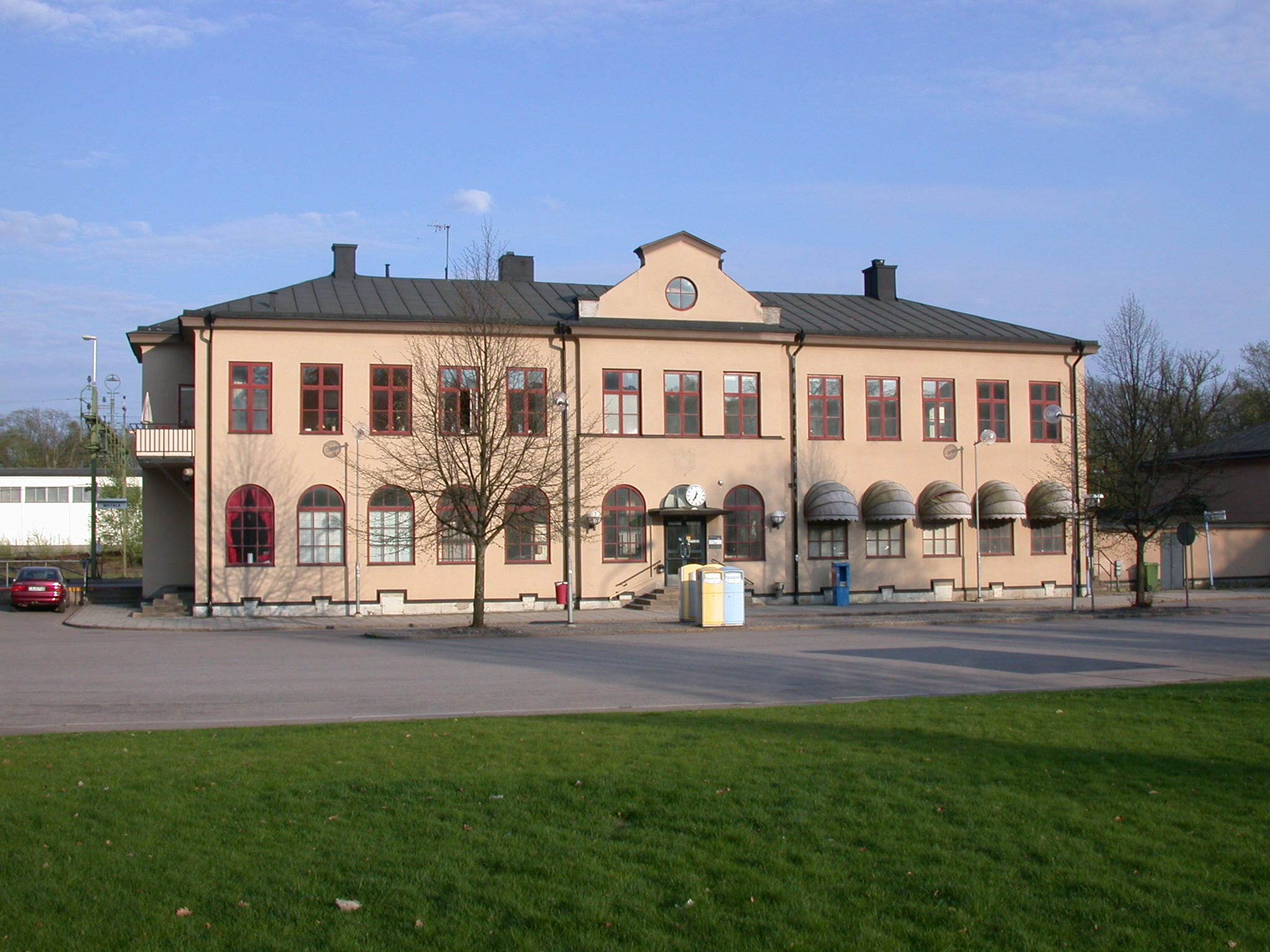
Motala station in 2006
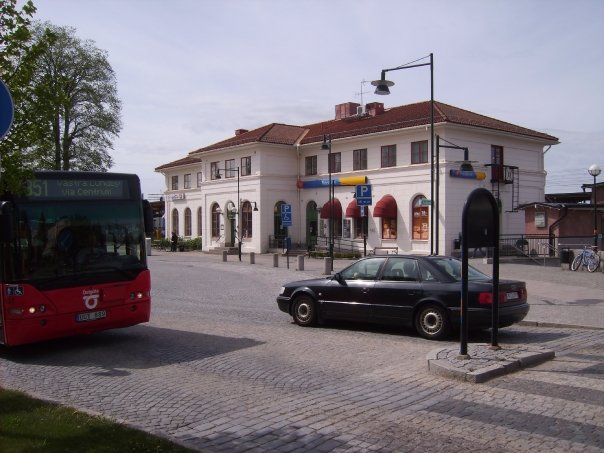
Mjölby station in 2008